# Hello cô Ba
Hello cô Ba là một bộ phim hài hước - viễn tưởng - tâm lý Việt Nam được công chiếu vào dịp Tết 2012 do Hãng phim Phước Sang sản xuất, đạo diễn là Nguyễn Quang Minh, phim dựa trên một kịch bản cùng tên của Thạch Tuyền. Hello cô Ba có sự tham gia của danh hài Hoài Linh, ngoài ra còn có nhiều nghệ sĩ nổi tiếng khác tham gia.
Đây là bộ phim với chủ đề nông thôn Việt Nam, kể về một câu chuyện ly kỳ tại một vùng quê nhỏ và tạo hình của các nghệ sĩ trong phim đơn giản, gần gũi, đậm chất người nông dân với không khí nhà quê, đồng ruộng.

## Nội dung
Hello cô Ba bắt đầu bằng một tình huống cực kỳ oái oăm: Tư Lặn (Hoài Linh thủ vai) bị té giếng khi vô tình nhìn thấy cô Lành (Kim Thư thủ vai) tắm. Sau tình huống trớ trêu ấy, tóc Tư Lặn bỗng nhiên dựng đứng và anh có thể tiên đoán như thần những sự việc đã, đang và sẽ xảy ra với mọi người xung quanh. Anh phải bỏ nhà quê lên thành phố, mở sòng bói toán, lấy hiệu Cô Ba, để kiếm tiền chuộc lại đàn vịt cho nhà vợ... Từ đây, Tư Lặn dính vào những cuộc phiêu lưu "dở khóc dở cười" mà có lẽ cả đời anh chàng nông dân nhút nhát, hiền lành này chẳng bao giờ mơ đến.

## Diễn viên
- NSƯT Hoài Linh vai Tư Lặn / Cô Ba
- Tấn Beo vai Châu Lợi Nhuận
- Kim Thư vai Lành
- Hiếu Hiền vai Năm Mít
- NSND Việt Anh vai Ông Năm
- Thanh Thủy vai Bà Năm
- Phước Sang vai Tùng đồ cổ
- NSƯT Mạnh Tràng vai Mặt Rô (†)
- Huỳnh Anh Tuấn vai Ông Trọng
- NSƯT Trịnh Kim Chi vai Bà Nguyên Sa
- Bé Ben vai Bé Bo
- Lương Thế Thành vai Trung Ninja
- Phương Trinh Jolie vai Phấn
- Phi Nhung vai Vợ Tùng đồ cổ (†)
- Phạm Văn Mách vai Văn Giàu
- Thanh Long Trẻ vai Điền đô
- Trần Như Thục vai Đàn em của Trung Ninja
- Dũng Nhí vai Ông Ba Rắn
- Kiều Mai Lý vai Bà Hai
- Kim Lài vai Bà hàng xóm
- Cường Mập vai Vệ sĩ của Cô Ba
- Hải Yến vai Cô gái đi coi bói
- Linh Trung vai Ông già đi coi bói
- Phương Bình vai Ông mua vịt
- Phi Phụng vai Bà bán ốc
- Phi Nga vai Bà hàng xóm

## Doanh thu
Theo công bố của nhà sản xuất, phim đạt 25 tỷ trong 1 tuần Tết năm 2012 công chiếu, đứng đầu bảng trong các phim Tết công chiếu trong thời gian đó, vượt qua một đối thủ khác là Thiên mệnh anh hùng.